# Superfície de gênero 2

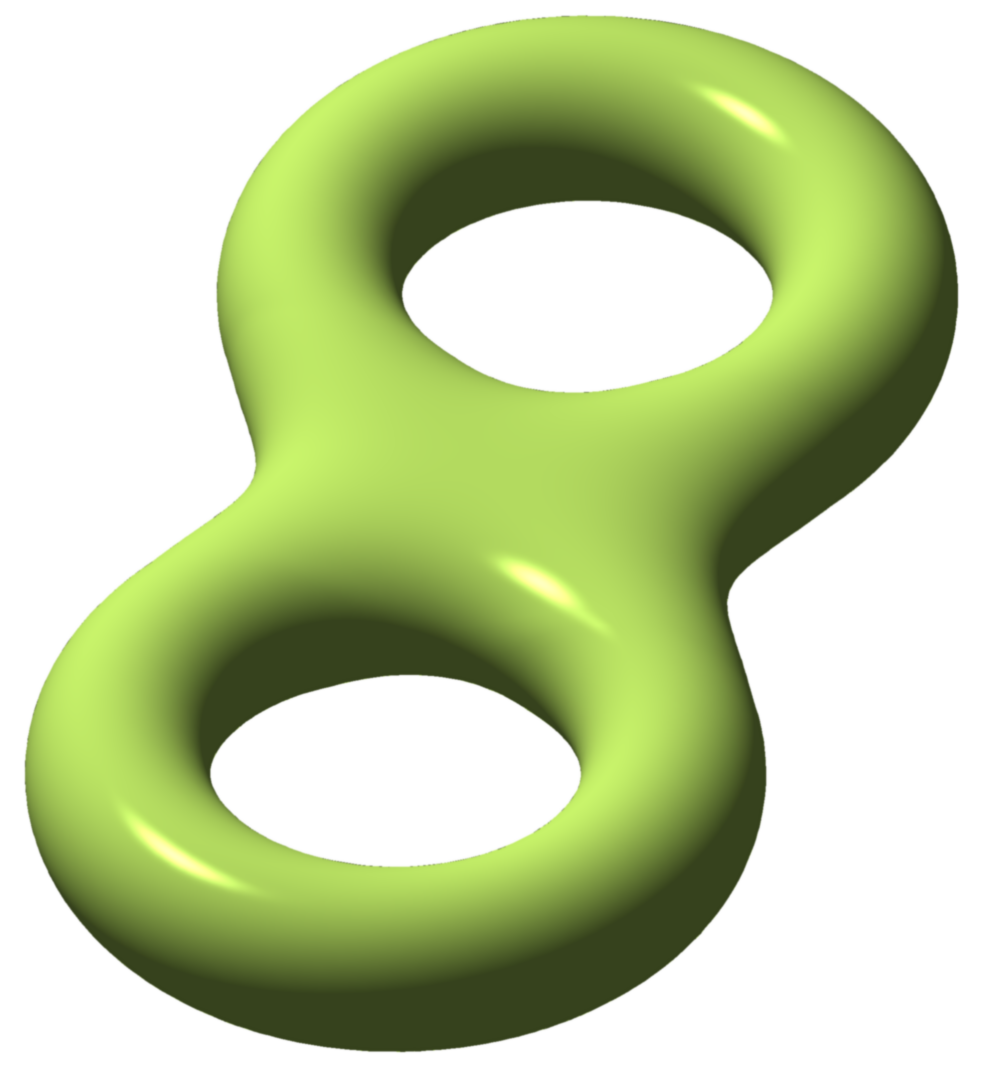
Uma superfície de gênero 2.

Em matemática, uma superfície de gênero 2 (também denominada bitoro ou toro com dois furos) é uma superfície formada pela soma conexa de dois toros. Isso quer dizer que de cada um dos toros é removido o interior de um disco, e as bordas dos dois discos são identificadas (coladas uma à outra), formando um bitoro.
Este é o caso mais simples de uma soma conexa de n toros.  Uma soma conexa de toros é um exemplo de variedade bidimensional. De acordo com o teorema de classificação das 2-variedades, toda 2-variedade compacta conexa é uma esfera, uma soma conexa de toros ou uma soma conexa de planos projetivos reais.
Nós no bitoro são estudados na teoria dos nós.

## Exemplo

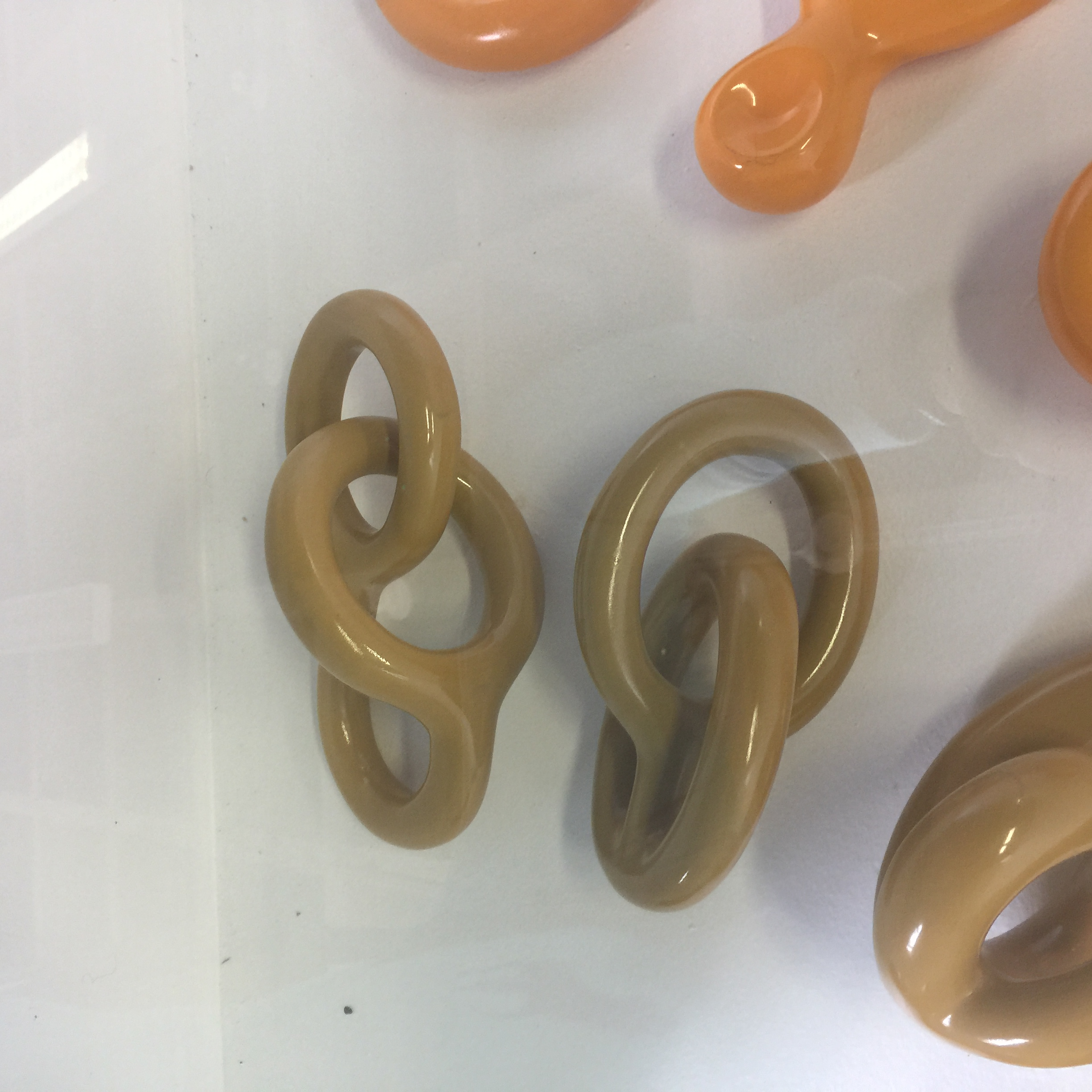
Bitoro em exposição no IME-USP

A superfície de Bolza é a Superfície de Riemann de gênero  2 mais simétrica.